# Luis Alberto Marco
Luis Alberto Marco Contreras (* 20. August 1986 in Sevilla) ist ein ehemaliger spanischer Mittelstreckenläufer, der sich auf die 800-Meter-Distanz spezialisiert hat. Seinen größten Erfolg feierte er mit dem Gewinn der Silbermedaille bei den Halleneuropameisterschaften 2009 in Turin.

## Sportliche Laufbahn
Erste Erfahrungen bei internationalen Meisterschaften sammelte Luis Alberto Marco im Jahr 2003, als er bei den Jugendweltmeisterschaften im kanadischen Sherbrooke mit 3:57,60 min auf den elften Platz im 1500-Meter-Lauf gelangte. Im Jahr darauf wurde bei den Crosslauf-Weltmeisterschaften 2004 in Brüssel nach 27:37 min 75. im Juniorenrennen und im Juli schied er bei den Juniorenweltmeisterschaften in Grosseto mit 1:52,85 min in der ersten Runde über 800 Meter aus. 2005 belegte er bei den Junioreneuropameisterschaften in Kaunas in 3:48,00 min den vierten Platz über 1500 Meter und 2007 gelangte er bei den Halleneuropameisterschaften in Birmingham mit 1:48,71 min auf Rang vier über 800 Meter. Zudem schied er im Juli bei den U23-Europameisterschaften in Debrecen mit 1:50,91 min im Vorlauf über 800 Meter aus. 2009 gewann er bei den Halleneuropameisterschaften in Turin in 1:49,14 min die Silbermedaille hinter dem Russen Juri Borsakowski und schied im August bei den Weltmeisterschaften in Berlin mit 1:48,47 min in der ersten Runde aus. Im Jahr darauf gelangte er bei den Hallenweltmeisterschaften in Doha mit 1:48,99 min auf den sechsten Platz und im Juni wurde er bei den Ibero-Amerikanischen Meisterschaften in San Fernando in 1:47,28 min ebenfalls Sechster. Anschließend klassierte er sich  bei den Europameisterschaften in Barcelona mit 1:48,42 min auf dem siebten Platz. 
2011 belegte er bei den Halleneuropameisterschaften in Paris in 2:00,58 min den fünften Platz über 800 Meter und Ende August schied er bei den Weltmeisterschaften in Daegu mit 1:47,45 min im Semifinale aus. Im Jahr darauf schied er bei den Hallenweltmeisterschaften in Istanbul mit 1:48,12 min im Halbfinale aus, wie auch bei den Europameisterschaften im Juni in Helsinki mit 1:49,06 min. Daraufhin nahm er an den Olympischen Sommerspielen in London teil und schied dort mit 1:46,19 min im Semifinale aus. 2013 belegte er bei den Halleneuropameisterschaften in Göteborg in 1:51,69 min den fünften Platz und im August schied er bei den Weltmeisterschaften in Moskau mit 1:46,75 min im Halbfinale aus. Bei den erstmals ausgetragenen IAAF World Relays 2014 in Nassau wurde er mit der spanischen 4-mal-800-Meter-Staffel in 7:19,90 min Fünfter und im August kam er bei den Europameisterschaften in Zürich mit 1:50,07 min nicht über den Vorlaug über 800 Meter hinaus. Im Jahr darauf schied er bei den Halleneuropameisterschaften in Prag mit 1:50,01 min in der Vorrunde aus und 2017 beendete er seine aktive sportliche Karriere im Alter von 31 Jahren.
In den Jahren 2009 und 2012 wurde Marco spanischer Meister im 800-Meter-Lauf im Freien sowie von 2008 bis 2011 und 2015 in der Halle.

## Persönliche Bestzeiten
- 800 Meter: 1:45,14 min, 22. Juni 2012 in Huelva
  - 800 Meter (Halle): 1:46,96 min, 27. Januar 2013 in Valencia
- 1500 Meter: 3:39,36 min, 2. Juni 2011 in Huelva
  - 1500 Meter (Halle): 3:40,56 min, 11. Februar 2011 in Sevilla